# Bernard Bonnin
Bernard Bonnin (eigentlich Herman Bonnin; * 8. September 1939 in Himamaylan, Negros Occidental, Visayas; † 21. November 2009 in Quezon) war ein philippinischer Schauspieler.

## Leben
Bonnin erlangte nationale Bekanntheit durch den Film Palos, in dem er eine Art philippinischen James Bond, nach einem Pulp-Roman von Virgilio und Nestor Redondo, darstellte. Bei der Fernsehserie nach diesem Film, die 2008 produziert wurde, hatte er eine Nebenrolle inne. Bonnin, der Pretty Boy of the 60s genannt wurde, spielte in etwa 170 Filmen innerhalb von vier Jahrzehnten, darunter in Gagamba, Ako ang Lalagot sa Hininga Mo, Code Name: Bomba, Target: Captain Karate und in seinem ersten Film Ay Pepita. Daneben war er in der Western-Komödie The Arizona Kid zu sehen.
Bonnin war zwei Mal verheiratet; die Schönheitskönigin und Fernsehmoderatorin Charlene Gonzalez und der Schauspieler Richard Bonnin sind zwei seiner Kinder.